# Isländische Fußballmeisterschaft der Frauen 1982
Die Isländische Fußballmeisterschaft der Frauen 1982 (isländisch 1. deild kvenna) war die elfte Austragung der höchsten isländischen Spielklasse im Frauenfußball. Sie startete am 25. Mai 1982 und endete am 27. August 1982. Sechs Mannschaften trafen im Doppelrundenturnier aufeinander. Breiðablik Kópavogur gewann zum vierten Mal in Folge und zum fünften Mal insgesamt die isländische Meisterschaft.

## Meisterschaft
Tabelle
| Pl. | Verein               | Sp. | S | U | N | Tore    | Diff. | Punkte |
| --- | -------------------- | --- | - | - | - | ------- | ----- | ------ |
| 1.  | Breiðablik Kópavogur | 10  | 8 | 1 | 1 | 032:800 | +24   | 17:30  |
| 2.  | Valur Reykjavík      | 10  | 6 | 3 | 1 | 011:400 | +7    | 15:50  |
| 3.  | KR Reykjavík         | 10  | 4 | 4 | 2 | 014:110 | +3    | 12:80  |
| 4.  | ÍA Akranes           | 10  | 4 | 2 | 4 | 019:160 | +3    | 10:10  |
| 5.  | Víkingur Reykjavík   | 10  | 1 | 3 | 6 | 005:130 | −8    | 05:15  |
| 6.  | FH Hafnarfjörður     | 10  | 0 | 1 | 9 | 001:300 | −29   | 01:19  |

Kreuztabelle 
|                      | Breiðablik Kópavogur |     | KR Reykjavík | ÍA Akranes | Víkingur Reykjavík | FH Hafnarfjörður |
| Breiðablik Kópavogur |                      | 2:0 | 3:1          | 6:0        | 3:1                | 4:0              |
| Valur Reykjavík      | 1:0                  |     | 0:0          | 2:1        | 0:0                | 2:0              |
| KR Reykjavík         | 1:1                  | 0:3 |              | 3:2        | 3:1                | 2:0              |
| ÍA Akranes           | 3:4                  | 1:1 | 0:0          |            | 2:0                | 4:0              |
| Víkingur Reykjavík   | 1:2                  | 0:1 | 0:0          | 0:2        |                    | 0:0              |
| FH Hafnarfjörður     | 0:7                  | 0:1 | 1:4          | 0:4        | 0:2                |                  |

## Torschützenliste
| Platz | Spielerin                                  | Verein                            | Tore |
| ----- | ------------------------------------------ | --------------------------------- | ---- |
| 1.    | Ásta Breiðfjörð Gunnlaugsdóttir            | Breiðablik Kópavogur              | 15   |
| 2.    | Bryndís Einarsdóttir Kolbrún Jóhannsdóttir | Breiðablik Kópavogur KR Reykjavík | 7    |
| 4.    | Laufey Sigurðardóttir                      | ÍA Akranes                        | 6    |
| 5.    | Ragna Lóa Þórðardóttir                     | ÍA Akranes                        | 4    |